# Annie Francé-Harrar
Annie Francé-Harrar (* 2. Dezember 1886 in München; † 23. Januar 1971 in Hallein, Österreich) war eine österreichische Biologin und Schriftstellerin.
Francé-Harrar schuf mit ihrem zweiten Ehemann Raoul Heinrich Francé die wissenschaftlichen Grundlagen für die Humus- und Kompostwirtschaft, die sie nach dessen Tod 1943 eigenständig weiterentwickelte. Im Laufe ihres Lebens schrieb sie 47 Bücher, rund 5000 Beiträge in der deutschsprachigen Presse und hielt über 500 Vorträge und Vorlesungen, einschließlich derer in Rundfunksendungen.

## Leben
Annie Harrar wurde als Tochter des polnischen Malers Aleksander Sochaczewski und einer Deutschen am 2. Dezember 1886 in München geboren. Bereits in jungen Jahren verband sie ihre künstlerisch-literarische Begabung mit fachlicher Forschung. Sie studierte in München Biologie und Medizin. Das erste gedruckte Werk erschien 1911 und beschreibt in Versen das Leben der Frau im Laufe der Jahrhunderte. Im selben Jahr schloss sie die erste Ehe, die nach sechs Jahren aufgelöst wurde.
1916 lernte sie in einem Mikroskopierkurs Raoul Heinrich Francé kennen, Leiter des Biologischen Instituts in München, und wurde seine Mitarbeiterin. 1920 entstand der erste utopische Roman „Die Feuerseelen“, der bereits das Problem der Zerstörung der Bodenfruchtbarkeit aufwarf und von der Kritik positiv aufgenommen wurde.

„Ich will jede Wette halten, daß dies das deutsche Buch des Jahres 1921 sein wird!“

Nach der Scheidung von ihrem ersten Ehemann schloss sie 1923 mit Francé die Ehe in Dinkelsbühl. Im Jahre 1924 ließ sich das Ehepaar in Salzburg nieder. Dort schrieb sie aufgrund von Eindrücken und Nachforschungen ein Buch über den berühmten Arzt Paracelsus, der 1541 in dieser Stadt gestorben war. In die Zeit bis 1930 fiel die erste Gruppe der Überseereisen, die Anlass für eine Reihe von Monographien war.
Mit Rücksicht auf die Gesundheit ihres Mannes folgten immer häufigere Aufenthalte in Ragusa (dem heutigen Dubrovnik) an der Südadriaküste. Von dort floh das Ehepaar 1943 in den Wirren des Zweiten Weltkrieges nach Budapest, wo Raoul Heinrich Francé noch im selben Jahr an einer zu spät erkannten Leukämie starb.
Nach dem Ende des Zweiten Weltkrieges begann Annie Francé-Harrar bereits im Sommer 1945 bei Budapest mit dem Aufbau einer Kompostierungsanlage für die Umwandlung von Stadtmüll und entwickelte die ersten Impfziegel für die Kompostierung.
1947 kehrte Annie Harrar nach Österreich zurück. Im Bayrischen Landwirtschaftsverlag erschien 1950 ihr Werk Die letzte Chance – für eine Zukunft ohne Not, welches sogar bei Albert Einstein hohen Zuspruch fand:

„Ich glaube, dass dieses Buch einen dauernden Platz in der Weltliteratur verdient und ihn auch erhalten wird ...“

Aufgrund ihres Buches „Die letzte Chance“ wurde die Forscherin 1952 nach Mexiko berufen und unterstützte das Land neun Jahre lang im Auftrag der dortigen Regierung durch den Aufbau einer großen Humusorganisation im Kampf gegen Erosion und Bodenverschlechterung. Als Ergebnis ihrer Erfahrungen erschien schließlich 1957 das Werk „Humus – Bodenleben und Fruchtbarkeit“. In diesem Werk fasste sie ihre 40-jährige Forschungsarbeit zum Thema Bodenerosion und Humusabbau zusammen. Ihre Anregung, dem Verlust an Humusboden durch eine sinnvolle Abfallverwertung entgegenzuwirken, wurde vom Generalernährungsplan der Vereinten Nationen aufgenommen.
Nach mehreren Zwischenaufenthalten in Europa kehrte sie 1961 in ihre Heimat zurück. Sie arbeitete noch aktiv im Weltbund zum Schutz des Lebens und anderen Organisationen mit. Ihre letzten Jahre verbrachte sie in der Pension Schloss Kahlsberg, wo sie im Januar 1971 nach kurzer Krankheit im 85. Lebensjahr starb. Sie wurde am 26. Januar an der Seite ihres Mannes in Oberalm-Hallein beigesetzt.
Seit 1959 hatte sie vergeblich versucht, einen Verlag zu finden, um ein illustriertes „Handbuch des Bodenlebens“ zu veröffentlichen. Doch auch bis nach ihrem Tod zeigte keiner der einschlägigen Fachverlage Interesse an den Ergebnissen ihrer Forscherarbeit. Dieses Buch konnte erst im September 2011 erscheinen. Im Dezember 2015 wurde ihre künstlerische Leistung bei diesem Handbuch mit einer Vernissage in Linz zum Jahr des Bodens gewürdigt. 2017/18 war sie eine von 26 Persönlichkeiten, die im Schlossmuseum Linz im Rahmen der Ausstellung „Wir sind Oberösterreich“ vorgestellt wurden.
Neben ihren wissenschaftlichen Arbeiten veröffentlichte Annie Francé-Harrar auch literarische Werke. Sie schrieb Romane – darunter einige, die dem Gebiet der Phantastik zuzuordnen sind – Erzählungen, Gedichte und Theaterstücke.

## Veröffentlichungen
- Die Kette, München [u. a.] 1912
- Land der Schatten, München [u. a.] 1913
- Die Hölle der Verlorenen, Reutlingen 1916
- Die Feuerseelen, Berlin [u. a.] 1920
- Rasse, Leipzig 1920
- Das Goldtier, Leipzig 1922
- Die Hand hinter der Welt, Leipzig 1923
- Kleinleben des Waldes, Leipzig 1923
- Schattentanz, Stuttgart 1923
- Die Ehe von morgen, Leipzig 1924
- Die Tragödie des Paracelsus, Heilbronn 1924
- Der Irrweg der Entwicklung, Heilbronn 1926
- Reise nach Punien, Berlin-Schöneberg 1926
- Tier und Liebe, Berlin 1926. (Einbandentwurf von Hans Windisch).
- Die Liebeswelt der Tiere, Heilbronn 1927
- Reise in die Urwelt, Berlin 1928
- Südsee, Berlin 1928
- Tropen-Amerika, Berlin 1928
- Haifische um May Lou, Berlin 1929
- Die Insel der Götter : Ceylon, Berlin-Schöneberg 1930
- Florida, Berlin-Schöneberg 1932
- Die Kultur von Alt-Europa, Berlin-Schöneberg 1932
- Das geheimnisvolle Australien, Berlin [u. a.] 1935
- Schweighausen, Berlin-Schöneberg 1935
- Der Wunderbaum, Salzburg [u. a.] 1937
- Sehnsucht nach dem Süden, Leipzig [u. a.] 1938 (zusammen mit Raoul Heinrich Francé)
- Der Hof im Moor, Berlin 1939
- Und eines Tages, Hamburg 1940
- Der gläserne Regen, Toth Verlag, Hamburg 1948
- Mensch G.m.b.H., Wien 1949
- Die letzte Chance – für eine Zukunft ohne Not, München 1950 (Neuauflage 2007)
- Wandlungen des Lebens, Wien 1950
- Humus – Bodenleben und Fruchtbarkeit, Bayerischer Landwirtschaftsverlag, München [u. a.] 1957
- So war's um neunzehnhundert, München [u. a.] 1962
- Ich, das Tier, lebe so, Graz [u. a.] 1966
- Ich, die Pflanze, lebe so, Graz 1967 aln
- Frag nicht, woher die Liebe kommt, München [u. a.] 1967

Herausgeberschaft:
- Raoul Heinrich Francé: Lebenslehre für jedermann, Berlin 1962

Postum
- Handbuch des Bodenlebens, Manuskript von 1959, BTQ e. V. & Eigenverlag Blue Anathan, Kirchberg/Jagst 2012